# Fuente de Hierro
La Fuente de Hierro (en idioma armenio: Գյումրիի երկաթե շատրվան), también conocida como la Fuente de la Amistad, es un remanente arquitectónico del modernismo soviético situado en las afueras de la ciudad de Guiumri en Armenia. La fuente fue diseñada por el arquitecto soviético-armenio Artur Tarkhanyan y fue completada en 1982. Tarkhanyan también es conocido por diseñar el Aeropuerto Internacional de Zvartnots y el Tsitsernakaberd, entre otros edificios emblemáticos.

## Historia
En sus inicios, la fuente estaba rodeada de parterres cuidadosamente diseñados y vegetación, ubicada junto al Instituto Politécnico de Gyumri, convirtiéndose en un importante centro de actividades públicas en la zona. En 1988, el Terremoto de Spitak de 1988 causó una destrucción masiva en el oeste de Armenia, y el 80% de los edificios de Gyumri fueron arrasados. Sorprendentemente, esta fuente de hierro fue la única estructura en su área que permaneció intacta.
Actualmente, la fuente ha dejado de funcionar y está en estado de abandono. A pesar de los repetidos llamamientos de los descendientes del arquitecto para que el gobierno restaure este edificio histórico, hasta ahora no se ha conseguido financiación. El campus del Instituto Politécnico, donde se encontraba la fuente, tampoco ha sido reconstruido tras el terremoto.